# Ridderorden in Zambia
Toen het nog een Britse kolonie was gebruikte men in Zambia Britse onderscheidingen zoals de
- Orde van het Britse Rijk

Na de onafhankelijkheid werd en eigen ridderorde ingesteld.
- De Orde van de Grote Leider en Belangrijke Strijder voor de Vrijheid

Er is ook een Presidentieel Insigne voor Verdienstelijke Prestatie, (Engels: "The President’s Insignia for Meritorious Achievement").